# ダイバ・アレクサンドラビチューテ
ダイバ・アレクサンドラビチューテ（リトアニア語: Daiva Aleksandravičiūtė、1988年4月21日 - ）は、リトアニア出身のハンドボール選手。

## 経歴
2007年からリトアニアのエグレ=シュヴィエサ・ヴィリニュスでプレーし、EHFカップ出場を経験。
2012年にドイツのSG BBMビーティッヒハイムへ移籍。2013年からはBSVザクセン・ツヴィッカウでプレー。
2016年に日本ハンドボールリーグのソニーセミコンダクタマニュファクチャリングへ加入。欧州系外国人選手の日本リーグ加入は17年ぶり。2016-17年シーズンは18試合に出場し、15得点を記録した。
2018年の社会人選手権後にソニーを退団。

## 詳細情報

### 年度別成績
| 年       | チーム   | 試合 | フィールド 得点 | 率   | 7m    | 合計  | 警告 | 退場 | 失格 |
| -------- | -------- | ---- | --------------- | ---- | ----- | ----- | ---- | ---- | ---- |
| 2016-17  | ソニー   | 18   | 15/39           | .385 | 1/1   | 16/40 | 10   | 11   | 2    |
| 2017-18  | ソニー   | 23   | 1/8             | .125 | 10/12 | 11/20 | 5    | 8    | 0    |
| JHL：2年 | JHL：2年 | 41   | 16/47           | .340 | 11/13 | 27/60 | 15   | 19   | 2    |

- 各年度の太字はリーグ最高

### 記録

#### 日本ハンドボールリーグ
- フィールドゴール初得点：2016年9月17日、対三重バイオレットアイリス戦（AGF鈴鹿体育館）[6]
- 7mスロー初得点：2016年9月22日、対広島メイプルレッズ戦（マエダハウジング東区スポーツセンター）[7]

### 背番号
- 66 (2016年 - 2018年)